# Рамальо, Тито
Рохе́лио (Ти́то) Рама́льо Пе́нья (исп. Rogelio "Tito" Ramallo Peña; род. 29 апреля 1969, Ла-Корунья, Галисия) — испанский футбольный тренер.

## Биография
В качестве футболиста Рамальо несколько лет отыграл за вторую команду «Депортиво», был капитаном команды, выходил с клубом в Сегунду B. После завершения карьеры он окончил Национальный институт физического воспитания (INEF) и остался работать в структуре клуба, где с 1995 года занимался с юношескими командами. Затем одиннадцать сезонов Тито Рамальо возглавлял «Депортиво Б», проведя с командой 436 игр.
В сезоне 2015/16 испанец переехал в Армению, где он был главным тренером местного клуба «Бананц». Под его руководством команда завоевывала Кубок страны. Вскоре специалист вернулся домой и на непродолжительное время возвращался в «Депортиво Б».

## Достижения
- Обладатель Кубка Армении (1) : 2015/16.